# Trompeta d'escorça
La trompeta d'escorça és un instrument de buf humà, construïda amb pela de xop, cargolada en forma d'espiral i fent paperina, i amb una llengüeta feta de fulla del mateix arbre.
Aquestes senzilles trompetes han estat emprades des d'èpoques antiquíssimes. Segons els pobles i llurs recursos naturals, s'han fet servir els més diversos materials: a banda de l'escorça de diferents tipus d'arbres, també hom s'ha servit d'ossos humans o d'animals, canya, bambú, fusta, terra cuita, etc. El so solia provocar respecte o por, per això sovint aquest instrument es troba associat a ritus màgics o iniciàtics i, més endavant, a tota mena de cerimònies religioses.
A Catalunya, ha estat un estri infantil, que hom feia sonar a la processó del Corpus. A Tarragona, els vailets s'hi situaven al capdavant i feien sonar les trompetes d'escorça i els tabals, precedint la creu de la Seu, a la qual seguien totes les comunitats regulars de la ciutat, que formaven un conjunt de més de mil religiosos, amb ciris encesos.
També és conegut que la primera crida a participar en la processó del Corpus, l'any 1320, a Barcelona, va ser feta al so d'una trompeta d'escorça pel pregoner de la ciutat, que va recórrer els carrers i llocs acostumats en què es feien públiques les ordres i disposicions del comú. La crida es repetia cada any, d'acord amb l'evolució i augment de la festa.